# Komposit-Nanopartikel
Komposit-Nanopartikel sind Mikro- oder Nanopartikel, die aus mehreren Komponenten aufgebaut sind, von denen zumindest eine nanoskalig ist, d. h. Abmessungen um oder unter etwa 100 nm aufweist. Aufgrund ihrer geringen Größe werden die Eigenschaften der Partikel maßgeblich durch die Oberflächen und inneren Grenzflächen bestimmt. Deshalb sind die Eigenschaften von Komposit-Nanopartikeln nicht nur von der stofflichen Bruttozusammensetzung, sondern auch stark von der Form, Größe und der räumlichen Anordnung der sie aufbauenden Komponenten abhängig. Während der Begriff Komposit in der Werkstofftechnik vor allem für Polymer-Materialien gebräuchlich ist, in denen andere Materialien, z. B. anorganische Partikel, eingelagert sind, wird der Begriff „Komposit-Nanopartikel“ häufig auch für andere Materialkombinationen angewendet.

## Herstellung von Komposit-Nanopartikeln
Gasphasenverfahren sind für die Synthese von Nanopartikeln gut etabliert. Häufig werden dabei hohe Temperaturen genutzt. Flammensynthesen sind auch für die Herstellung von Komposit-Nanopartikeln geeignet, z. B. für Mehrkomponentenpartikel aus Aluminiumoxid/Titandioxid, Siliziumdioxid/Germaniumoxid, Vandinoxid/Titandioxid, Vanadinoxid/Aluminiumoxid und für Siliziumdioxid/Kohlenstoff-Pulver.
Mikrofluidische Verfahren werden z. B. in der kontinuierlichen Durchfluss-Synthese und in der Nanoassemblierung von Metall/Polymer-, Polymer/Oxid-Komposit-Nanopartikeln und zusammengesetzten Nanopartikeln aus Verbindungshalbleitern angewendet. Mizell-artig aufgebaute Nanopartikel erlauben die Einkapselung von organischen und anorganischen Nanopartikeln durch amphiphile Blockcopolymere.

## Multifunktionale Komposit-Nanopartikel
Durch die gemeinsame Einbindung von unterschiedlichen Nanopartikeln in einem größeren Nanopartikel oder einem Mikropartikel entstehen Multifunktionale Komposit-Nanopartikel, die mehrere spezielle Eigenschaften und Funktionen in sich vereinigen. Ein Beispiel dafür sind Nanopartikel, die aus einer nanoporösen Silicagel-Matrix bestehen, in die sowohl Fluoreszenzfarbstoffe als auch magnetische Nanopartikel eingelagert sind, wodurch diese Komposit-Partikel zum einen eine optische Markierungsfunktion besitzen, zum anderen magnetisch bewegt und gegebenenfalls sortiert werden können.

## Kombinatorische Vielfalt, hierarchisch aufgebaute Nanopartikel
Die Verbindung von Nanopartikeln, die sich in ihrer elementaren oder molekularen Zusammensetzung, in Form und Größe unterscheiden, führt zu einer sehr großen Zahl von Kombinationsmöglichkeiten. Zudem lassen sich zwischen dem Größenniveau kleiner Nanopartikel (ca. 2–3 nm) und dem Ein-Mikrometer-Niveau mindestens fünf Zwischenniveaus der Größenskalen definieren, die sich in ihrem Volumen um jeweils mehr als eine Zehnerpotenz unterscheiden. Damit wird eine unüberschaubar große Fülle von hierarchisch aufgebauten Nanopartikeln mit ganz unterschiedlichen Strukturmerkmalen und Eigenschaften möglich. Die praktisch unendliche Vielfalt denkbarer chemischer Substanzen kann in Zukunft durch eine kombinatorische Synthese von hierarchisch aufgebauten Komposit-Nanopartikeln auf die Welt zusammengesetzter Materialien übertragen werden.

## Anwendungsbeispiele

### Träger für Arzneimittel („drug carrier“)
Komposit-Nanopartikel, die gleichzeitig berührungslos manipulierbare oder schaltbare Nanopartikel und Wirkstoffe enthalten, sind für neue Therapiestrategien interessant. Mit diesen lassen sich der zeitliche Verlauf der Abgabe von Arzneimitteln im Körper steuern, oder Arzneimittel können an einen Wirkort gebracht und dort für eine lokale Behandlung gezielt freigesetzt werden. Deshalb wird z. B. an magnetisch gesteuerten und an thermisch schaltbaren Kompositnanopartikeln für medizinische Anwendungen gearbeitet.

### Einstellung von Benetzungseigenschaften
Mikropartikel oder größere Nanopartikel, die auf ihrer Oberfläche kleine Nanopartikel tragen, sind sehr gut geeignet, um die Benetzungseigenschaften von Oberflächen einzustellen. Im Falle wasserabweisender (hydrophober) Komponenten, stellen sie ein Material dar, das Oberflächen superhydrophob macht, also einen starken Lotos-Effekt bewirkt. Analog kann durch Einsatz eines hydrophilen Materials eine besonders gute Benetzung durch Wasser oder wässrigen Lösungen (Superhydrophilie) erreicht werden.

### Sensorik und Markierung
Für Anwendungen in der Sensorik sind Komposit-Nanopartikel besonders interessant, die als Sensorpartikel arbeiten, d. h. die sensitive Komponenten mit einer berührungsfreien Auslesung kombinieren. So können z. B. Hydrogel/Edelmetall-Kern/Hülle-Partikel synthetisiert werden, die als nanoskalige Temperatur- oder pH-Sensoren einsetzbar sind. Polymerkomposit-Partikel, die aus einer permeablen Matrix aufgebaut sind und die Silber- und Gold-Nanopartikeln enthalten, sind als optische Label, als sogenannte plasmonische Sensoren und als Sensoren für die oberflächenverstärkte Ramanspektroskopie (SERS) in kleinen Volumina von Interesse.